# Mel Patton
Melvin Emery "Mel" Patton (Los Angeles, 16 de novembro de 1924 – Fallbrook, 9 de maio de 2014) foi um velocista e campeão olímpico norte-americano.
Um estudante da Universidade do Sul da Califórnia que ficou conhecido como "rei dos velocistas" durante seus três anos de competição em alto nível no fim dos anos 40, quebrou ou igualou os recordes mundiais das 100 e 220 jardas entre 1947 e 1949, neste último superando a marca mundial antes estabelecida por Jesse Owens para as 220 jardas em 20s2.
Durante as qualificatórias norte-americanas para os Jogos de Londres 1948 ele sofreu uma rara derrota para o compatriota Barney Ewell na final dos 100 m rasos; classificado em segundo lugar para disputar os Jogos, ficou apenas em quinto na final olímpica desta distância. Superou esta derrota rara porém, conquistando uma medalha de ouro nos 200 m rasos e uma segunda integrando o revezamento 4x100 m junto com Harrison Dillard, Lorenzo Wright e o próprio Ewell.
Depois de se retirar das pistas, Patton trabalhou como técnico de atletismo antes de se tornar um executivo na indústria eletrônica e aeroespacial. Seu último envolvimento profissional com os esportes foi como iretor do Programa Nacional de Esportes da Arábia Saudita nos anos 70.